# Forum européen pour la sécurité urbaine

## Création de l'Efus
Créé en 1987, à Barcelone, sous l'égide du Conseil de l'Europe et sous l'impulsion de M. Gilbert Bonnemaison – ancien maire d’Épinay-sur-Seine et cofondateur de la politique de prévention française-, le Forum européen pour la sécurité urbaine (Efus selon le sigle en anglais) est le seul réseau européen d'autorités locales et régionales consacré à la sécurité urbaine. 
Il rassemble près de 250 villes et régions de 16 pays.

## Le rôle de l'Efus
L'Efus agit comme un lieu de dialogue, de réflexion et de coopération à destination des élus locaux et de leurs équipes. 
Il favorise l'échange de connaissances et d'expériences selon son principe fondateur "Les villes aident les villes".
Les objectifs affichés du réseau sont :
- promouvoir une vision équilibrée de la sécurité urbaine, alliant prévention, sanction et cohésion sociale
- soutenir les collectivités locales dans la conception, le développement et l’évaluation de leur politique locale de sécurité
- faire reconnaître le rôle des autorités locales et régionales dans l’élaboration et la mise en œuvre des politiques nationales et européennes.

## Les activités de l'Efus
L'Efus travaille sur l'ensemble des thématiques liées à la sécurité urbaine et tisse des liens entre les autorités locales et régionales européennes à travers l’échange de pratiques et de connaissances, la coopération et la formation. 
L'Efus sert également de lien entre les collectivités locales et les institutions au niveau national, européen et international. 
L'Efus œuvre à la reconnaissance du rôle de l’élu à travers ses programmes, ses publications et ses recherches. 

## Le manifeste de Saragosse, 2006
800 représentants, issus de 220 villes européennes, se sont rencontrés à Saragosse les 2-4 novembre 2006 et ont adopté le manifeste de Saragosse « Sécurité, Démocratie et Villes », en présence de participants de villes africaines, nord américaines, latino américaines et asiatiques. Ils ont invité les villes d’Europe et des autres continents à les rejoindre en adoptant et en mettant en place les principes de ce texte.
La sécurité est un bien commun essentiel, très lié à d’autres biens communs comme l’inclusion sociale, le droit au travail, à la santé, à l’éducation et à la culture. Toute stratégie utilisant la peur est à rejeter au profit d’actions favorisant une citoyenneté active, une appropriation du territoire de la ville et le développement de la vie collective. L’accès aux droits favorise le droit à la sécurité. (manifeste de Saragosse, 2006) Security, democracy and cities. - The Saragossa Manifesto

## Le manifeste d'Aubervilliers et Saint-Denis, 2012
Le Manifeste d’Aubervilliers et Saint-Denis (disponible en CZ-DE-ENG-ES-FR-IT-PL-PT lire) est une plateforme politique sur la sécurité urbaine élaborée par l’Efus et rassemblant les valeurs et principes qui fondent son action et celle ses membres. Il constitue la feuille de route de notre réseau pour les prochaines années. Il a été présenté le 14 décembre 2012 en clôture de la conférence internationale “Sécurité, démocratie et villes : le futur de la prévention” (voir la page Conférence), organisée par l’Efus en partenariat avec les villes d’Aubervilliers et de Saint-Denis.
Il s’inscrit dans la continuité du Manifeste de Naples (2000) et du Manifeste de Saragosse (2006). 
Par ce Manifeste, des collectivités locales de toute l’Europe, membres de l’Efus, refusent la gestion de la sécurité dans l’urgence et appellent à favoriser des politiques s’inscrivant dans la durée. Elles revendiquent le choix de la prévention « comme une option rationnelle et stratégique bénéficiant du meilleur rapport coût-bénéfice». La prévention doit être privilégiée afin de « garantir aux générations futures la sécurité comme droit fondamental et élément indispensable de la qualité de vie dans la ville ». Les collectivités de l’Efus demandent aussi que la  participation des citoyens devienne un principe transversal des politiques de sécurité. La société civile doit être associée à toutes les étapes de conception, de mise en œuvre et d’évaluation des actions menées. Elles appellent notamment à une pleine participation de la jeunesse « trop souvent stigmatisées et victime de violences ». Les villes réclament que « la promotion du droit des femmes et de l’égalité entre les sexes doit être systématique et constante ».
Le Manifeste d’Aubervilliers et Saint-Denis est le fruit d’une écriture collective, s’appuyant sur des travaux menés depuis plusieurs années par l’Efus, ses collectivités membres et l’ensemble de son réseau (universités, organisations européennes et internationales, réseaux thématiques). Il a été rédigé et présenté lors de la conférence de décembre 2012. Pour en savoir plus sur son processus d’élaboration, nous vous invitons à regarder cette infographie animée.
Il est conçu pour être une source d’appui, de soutien et d’inspiration pour les collectivités locales dans la conception et la promotion de leurs politiques de sécurité. Il a également vocation à porter la voix des autorités locales auprès des institutions nationales, européennes et internationales. Enfin, il a servi de support à l’organisation d'une dizaine de débats citoyens sur les questions de sécurité à travers l'Europe, rassemblant en tout plus de 1000 personnes.

## Le manifeste «Sécurité, démocratie et villes: Coproduire les politiques de sécurité urbaine», 2017
Le Manifeste : « Sécurité, démocratie et villes : Coproduire les politiques de sécurité urbaine » (DE-EN-ES-FR-IT-PT) est une plateforme politique sur la sécurité urbaine élaborée par l’Efus et rassemblant les valeurs et principes qui fondent son action et celle ses membres. Il constitue la feuille de route de notre réseau pour les prochaines années.
Il a été adopté le 17 novembre 2017 en conclusion de la conférence « Sécurité, démocratie et villes : Coproduire les politiques de sécurité urbaine » organisée par le Forum européen pour la sécurité urbaine (Efus), la Ville de Barcelone et le Gouvernement de Catalogne du 15 au 17 novembre 2017 à Barcelone.
Le Manifeste constitue un socle de principes et de valeurs qui fondent le Forum européen pour la sécurité urbaine. Il contient plus de soixante recommandations et tout autant d’engagements thématiques.
- La coproduction, une exigence pour des politiques plus inclusivesDepuis le Manifeste d’Aubervilliers et de Saint-Denis de 2012, les politiques de sécurité ont été marquées, en Europe, par une diversification de leurs acteurs. Entreprises privées de sécurité, organisations non gouvernementales ou encore représentants de la société civile et citoyens jouent un rôle croissant. Les autorités locales et régionales de l’Efus appellent à associer toutes ces parties prenantes à la mise en œuvre et à l’élaboration des politiques. Elles encouragent ainsi la mise en place de mécanismes de coproduction qui intègrent la société civile dans toute sa diversité., Les femmes, les jeunes, les seniors, ou encore les populations victimes de violences discriminatoires ne doivent plus seulement être des cibles passives des mesures de prévention mais avoir un rôle actif dans les politiques de sécurité.
- L’alliance indispensable entre sécurité et droits fondamentauxLa menace terroriste et les attentes de la population en matière de sécurité sont des contraintes fortes pour les décideurs politiques, qui peuvent être tentés d’agir dans la précipitation ou sous le coup de l’émotion. Les élus de l’Efus affirment que l’action politique, quelle que soit son urgence, ne peut se faire au détriment des droits humains. Ils inscrivent donc le Manifeste dans la Charte européenne des droits fondamentaux. Ils y rappellent que toute politique de sécurité doit reposer sur le respect et la défense des droits fondamentaux, l’état de droit, la légitimité démocratique et le principe de l’état providence. Ils soulignent l’importance de la lutte contre les inégalités sociales et économiques. Encore trop répandues en Europe, ces inégalités alimentent un ressentiment qui peut dégénérer en violence, en criminalité, voire conduire à l’extrémisme violent. Enfin, ils rappellent l’importance de la prévention comme une option rationnelle, stratégique et bénéficiant du meilleur rapport coût/bénéfice.

## Gouvernance
L'Efus est dirigé par un comité exécutif de 33 villes, élues chaque année par ses membres. 
Depuis 2017, il est présidé par Willy Demeyer, maire de Liège (Belgique) .
La vice-présidence est assurée par Amiens (France), la Generalitat de Catalunya (Espagne), Rotterdam (Pays-Bas) et Stuttgart (Allemagne). 
Elizabeth Johnston en est la déléguée générale depuis octobre 2011. Elle a succédé à Michel Marcus qui assumait cette fonction depuis la création de l'Efus en 1987.

## Les Forums nationaux
Des Forums nationaux ont été créés en 
- France : Forum français pour la sécurité urbaine ;
- Italie : Forum Italiano Sicurezza Urbana ;
- Belgique : Forum belge pour la prévention et la sécurité urbaine ;
- Espagne : Fórum Español para la Prevención y la Seguridad Urbana ;
- Portugal : Fórum Português para a Prevenção e Segurança Urbana ;
- Allemagne : Deutsch-Europäische Forum für Urbane Sicherheit.

## Coopération européenne et internationale
Le Forum travaille avec la majorité des 28 pays de l’Union européenne et soutient le développement des Forums Africain et Latino-Américain.
- Statut participatif auprès du Conseil de l’Europe
- Statut consultatif auprès de la Commission européenne
- Membre du Forum de la société civile sur les drogues et du Forum européen sur la migration
- Memorandum d’accord avec le Congrès des pouvoirs locaux et régionaux du Conseil de l’Europe
- Memorandum d’accord avec ONU-Habitat
- Vice-président régional du Global Network for Safer Cities (GNSC)
- Cofondateur et secrétaire du Centre International pour la Prévention de la Criminalité (CIPC)
- Reconnu en tant qu’organisation représentant la société civile par l’Organisation des États américains
- Participation de la déléguée générale au Conseil consultatif du Global Parliament of Mayors
- Partenaire régional pour l’Europe de Strong Cities Network
- Prix honorifique UN-HABITAT , 1998